# Rząd Johanna Wessenberga
Rząd Johanna Wessenberga – rząd, rządzący Cesarstwem Austriackim od 8 lipca do października 1848.
Premierem rządu i ministrem spraw zagranicznych był Johann Philipp von Wessenberg, ministrem spraw wewnętrznych Anton von Doblhoff-Dier, ministrem sprawiedliwości Alexander von Bach, ministrem wojny Teodor Latour.
Rząd upadł wskutek tzw. trzeciej rewolucji wiedeńskiej.